# 1256 Normannia
1256 Normannia este o planetă minoră (asteroid), cu un diametru de 68,245 km, din centura de asteroizi. A fost descoperită pe 8 august 1932 la Observatorul Königstuhl de Karl Wilhelm Reinmuth și a fost numită după Normanzi. 
Obiectul prezintă o orbită caracterizată de o semiaxă mare de 3,8968164 UAi, o excentricitate de 0,077496, o înclinație de 4,17358 ° în raport cu ecliptica.